# Parque de la Media Luna

Plano simplificado de II Ensanche; la zona verde al este corresponde al Parque de la Media Luna

El parque de la Media Luna de Pamplona, en  la Comunidad Foral de Navarra, está situado en la zona nordeste del II Ensanche, junto a la avenida Baja Navarra, y proporciona una espléndida panorámica del parque fluvial y de los meandros que forma el río Arga, 

## Situación y características
El parque fue diseñado por Víctor Eusa en 1935 y está situado en el límite oriental de la terraza en que se asienta la ciudad, en la zona del Segundo Ensanche, junto a la cuesta del Labrit y asomando al Arga. Tiene una superficie de 67 000 m². Recibe el nombre con que se ha conocido el lugar desde el siglo XIX, por encontrase junto al fortín o media luna de San Bartolomé, construido a mediados del siglo XVIII. Media luna es el nombre que se da en las fortificaciones de Pamplona a un revellín grande.
Limita al norte, con el Fortín de San Bartolomé; al este las huertas de la Magdalena, junto al río Arga; al sur con la Avda. de Baja Navarra, y la calle de la Media Luna;  al oeste con los chalés de la calle de la Media Luna. 
Esta zona verde ocupa los terrenos que antiguamente eran las eras, por estar situado en un lugar elevado, se pueden ver buenas panorámicas del entorno. Se extiende desde el Fortín de San Bartolomé, en la trasera de la plaza de toros, hasta la Ripa de Beloso y recorre un talud natural que se asoma al río. Cuenta con un estanque con peces, pista de patinaje y arbolado con diferentes especies, entre las que destaca una secuoya gigante. El parque, al alcanzar a la avenida de Baja Navarra, se extiende en un paseo ajardinado en el lateral de esta avenida. 
También hacia el norte el parque se extiende rodenado el Fortín de San Bartolomé, con una senda escalonada y un ascensor que pemrite bajar hasta la cuesta del Labrit. Además a través de la pasarela del Labrit se conecta con la plaza de Santa María la Real, ya en el casco histórico de la ciudad. 
A pesar de ubicarse en el centro de Pamplona es un auténtico oasis de calma y tranquilidad. Ocupa unos 67 000 metros y desde el parque, entre pérgolas, fuentes y setos, se aprecian extraordinarias vistas del río Arga, las huertas de la Magdalena y la catedral.

## Esculturas
En uno de sus jardines se encuentra el monumento al violinista pamplonés Pablo Sarasate, inaugurado el 26 de abril de 1959. El monumento fue diseñado por el arquitecto Cándido Atyestarán, que incluye una estatua en bronce, obra del granadino Eduardo  Caarretero.
En el paseo situado junto a la avenida de Baja Navarra se encuentran dos esculturasl. Una del rey de Pamplona, Sancho El Mayor,se sitúa en un sencillo monumento. La escultura en bronce del rey, realizada por Alberto Orella, apoya su mano izquierda en un bloque de piedra con relieves en bronce de los escudos de los reinos de  Pamplona, Nájera, Castilla y Aragón, correspondientes a los cuatro territoriso en los que reinó. Este monumento fue inaugurado el 14 de mayo de 2004.
Por último en ese mismo paseo se encuentra el relieve en bronce de Huarte de San Juan, médico y filosogo, nacido en Navarra de Ultrapuertos, en la ciudad de San Juan de Pie del Puerto. El escultor roncalés, Fructuoso Orduña, no disponía ninguna pintura o grabado de este ilustre médico, optando por grabar el busto de un personaje que refleja bondad, modestía, serenidad, reflexión y sabiduría, teniendo en sus manos el principal libro del que es autor, en cuya pasta puede leerse el título: Examen de ingenios para las sciencias. El monumento se dispuso en 1933 en el parque de la Taconera, y se trasladó al lugar que ahora ocupa en 1933, siendo inaugurado el 15 de agosto de ese año.

## Galería de imágenes

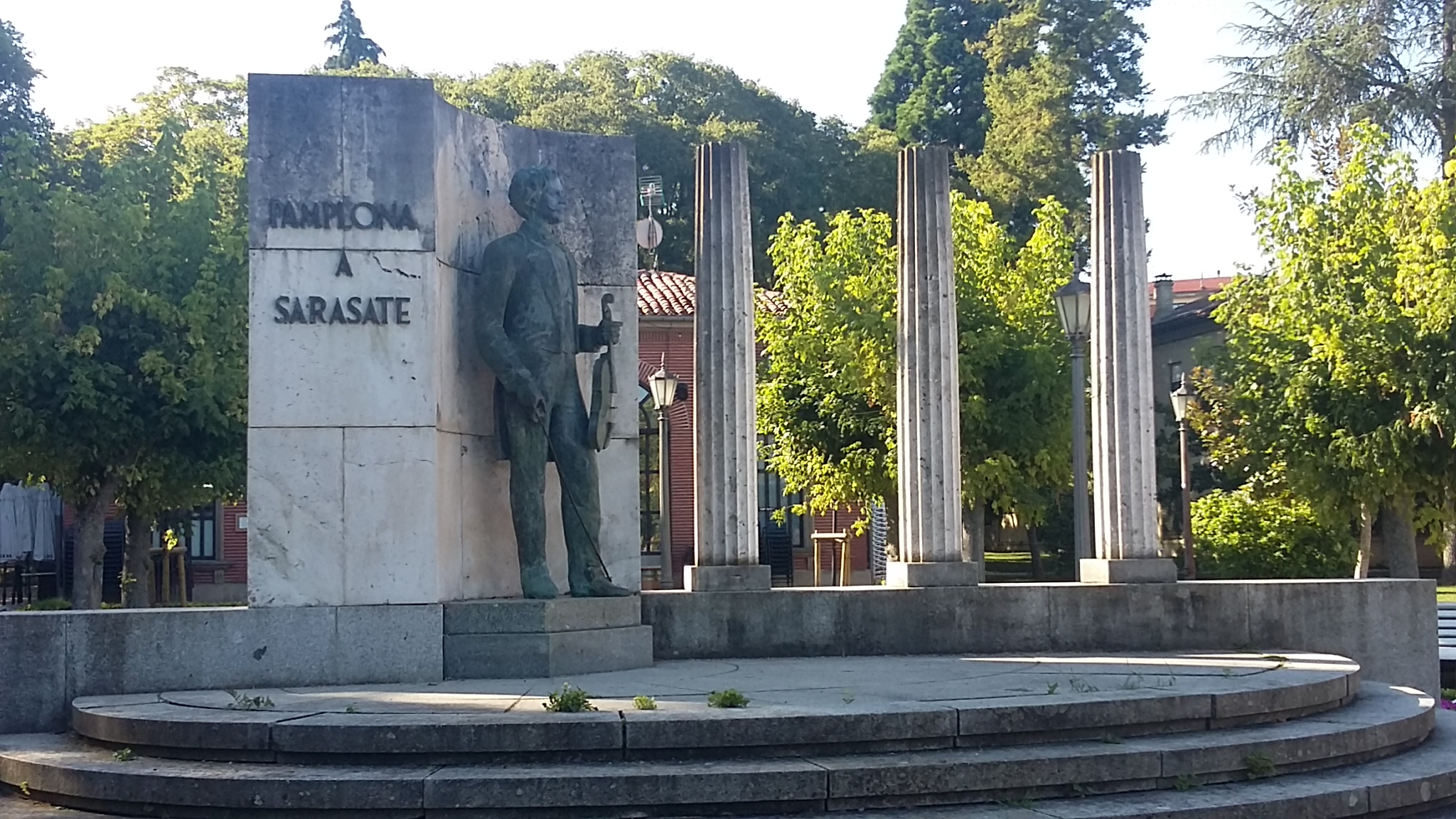
Monumento a Sarasate
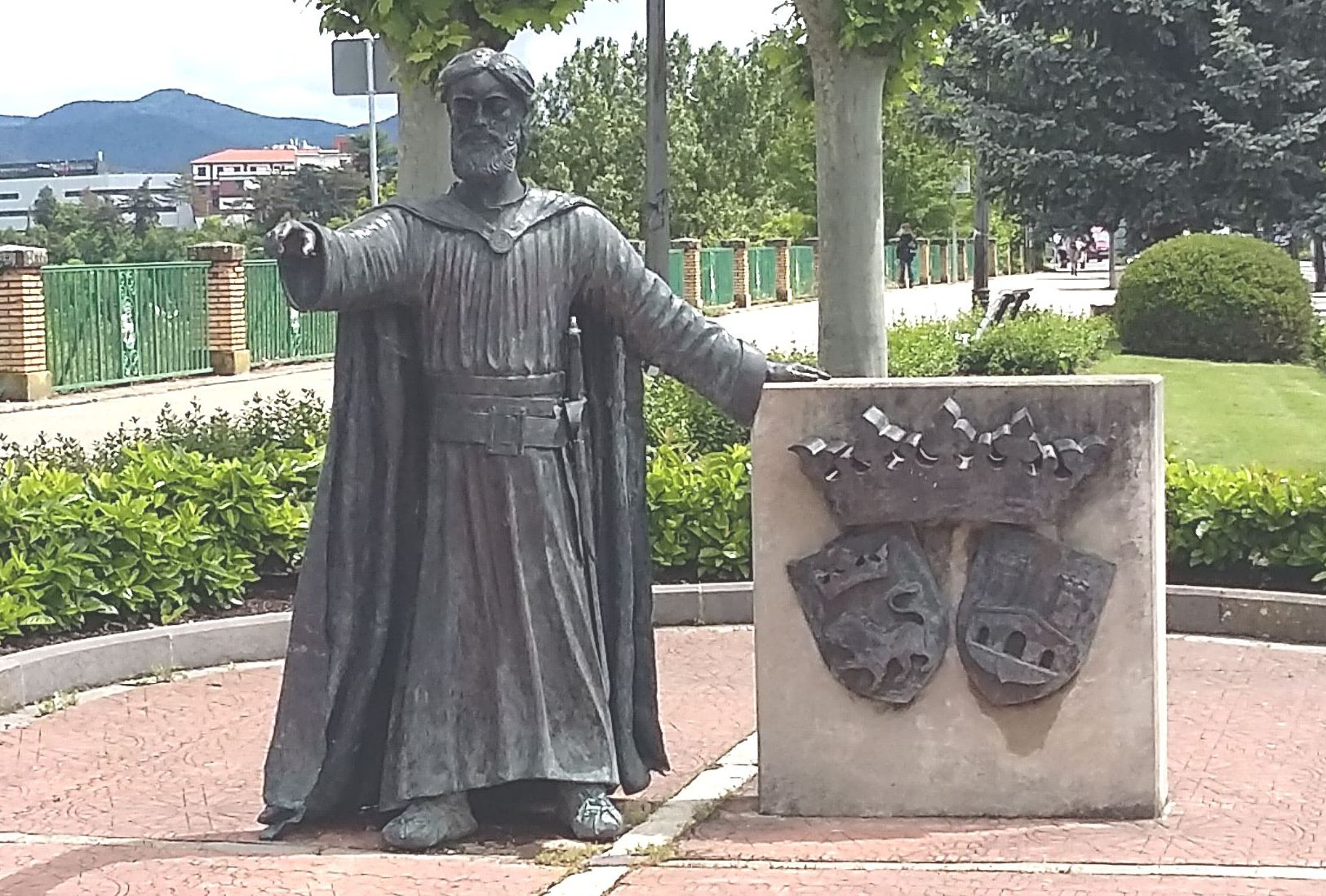
Monumento a Sancho el Mayor
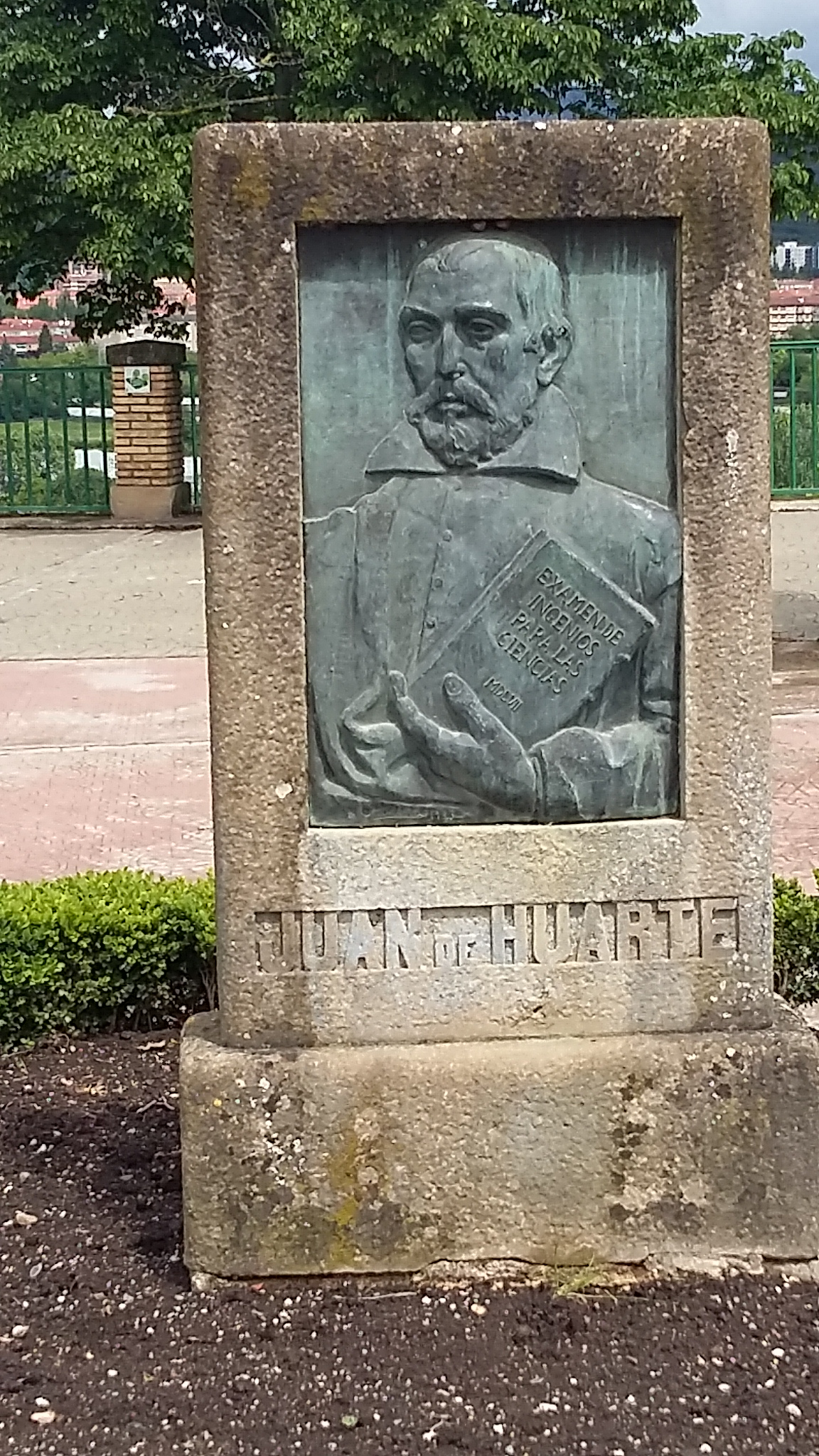
Monumento a Huarte de San Juan
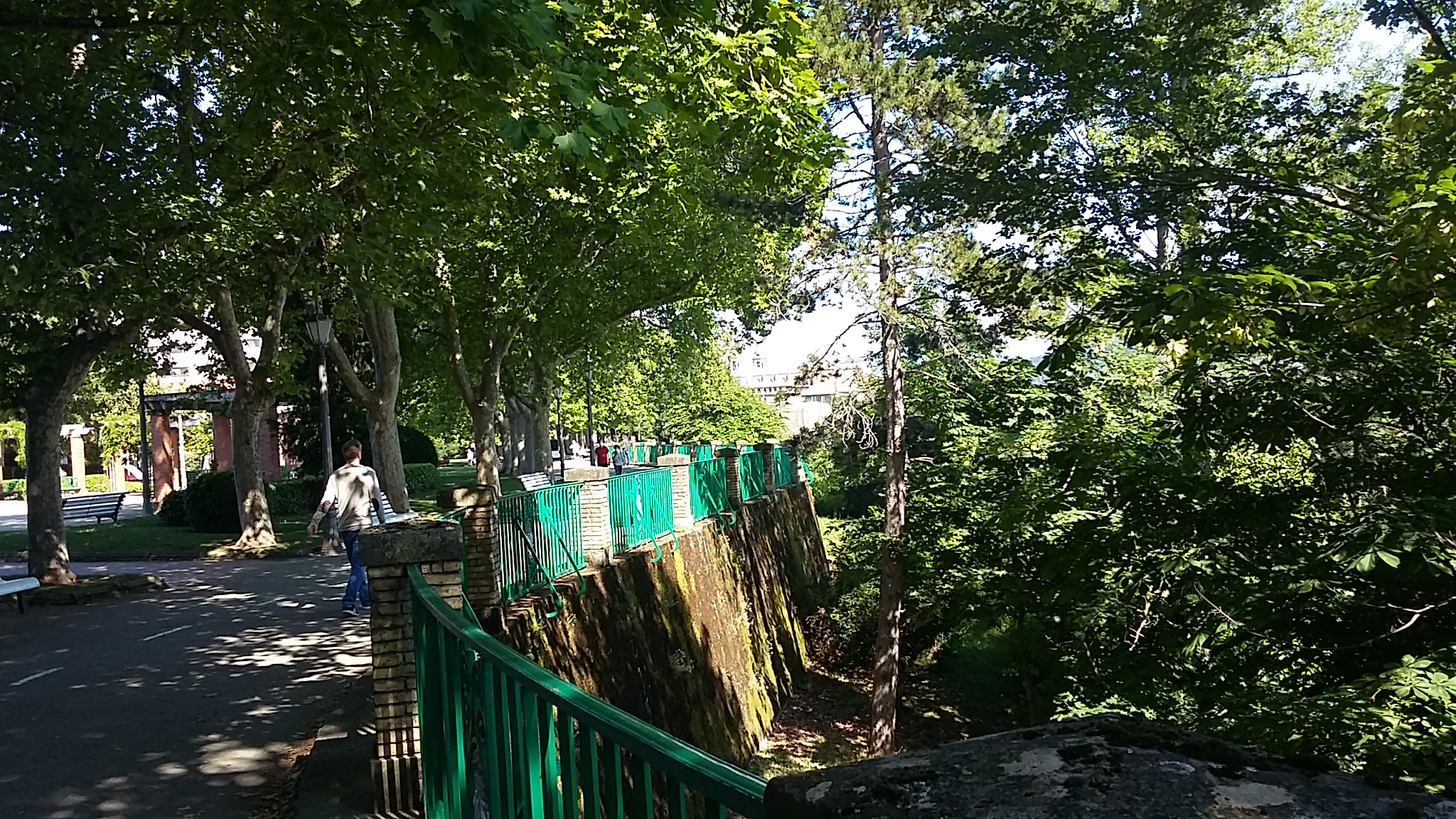
Paseo de borde del parque, con vistas al río Arga